# كوينزلاندير (عمارة)

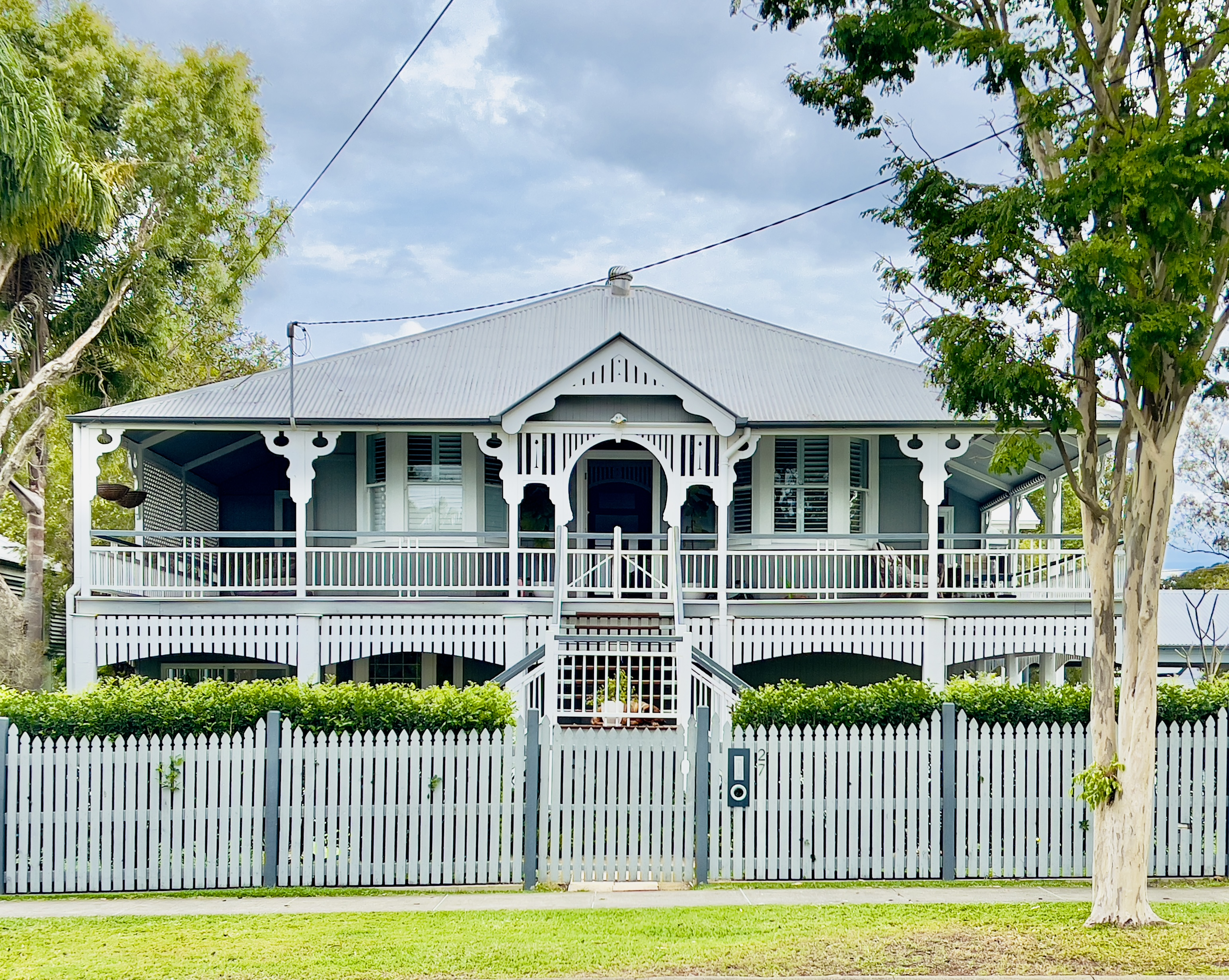
منطقة راقية من الطراز العصر الفيكتوري كوينزلاندير مع شرفة كبيرة

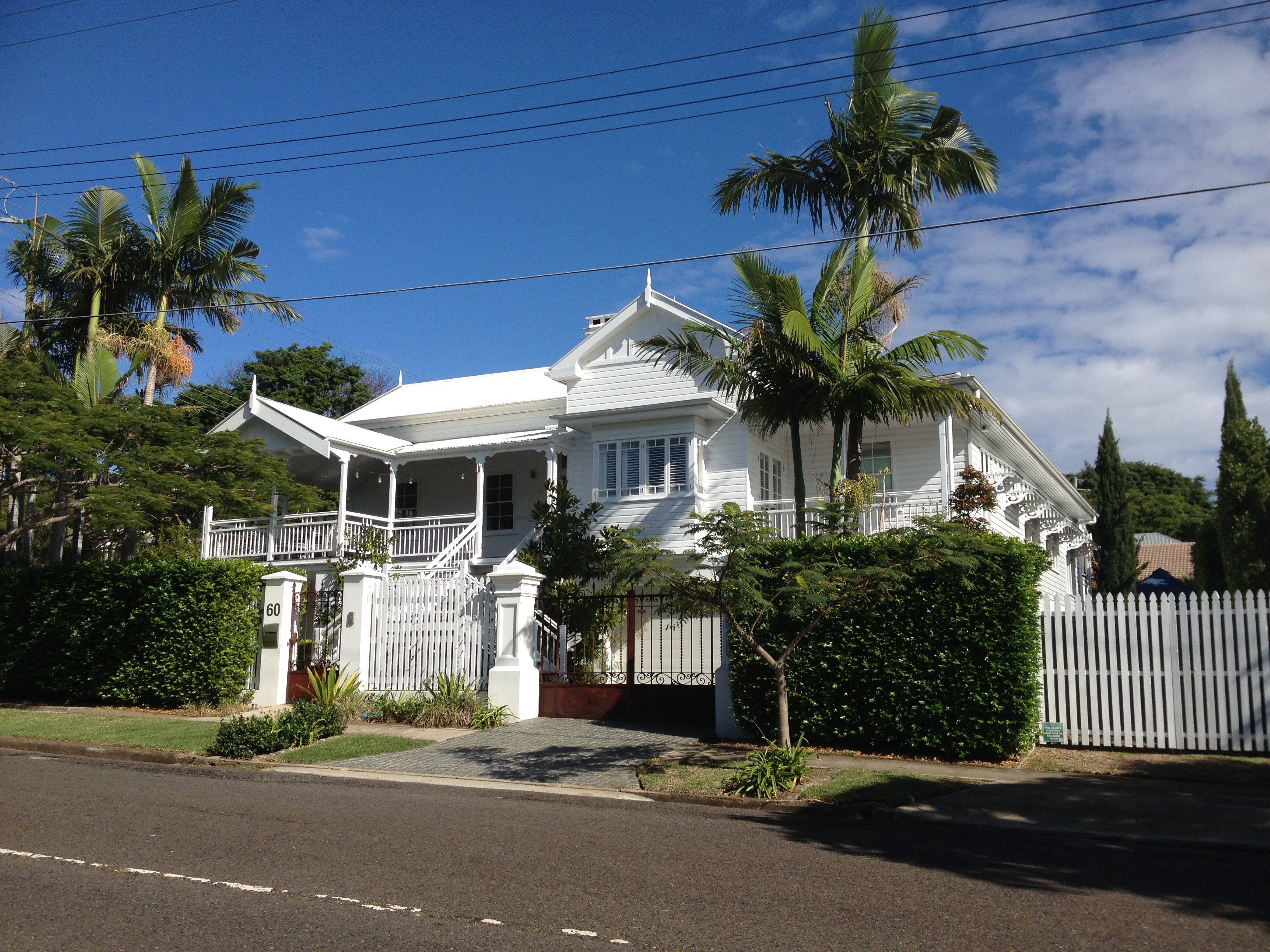
إحدى ضواحي كوينزلاندير على طراز الاتحادي في هيندرا

عمارة كوينزلاندير هو مصطلح حديث لنوع من المنازل السكنية، منتشر على نطاق واسع في كوينزلاند، أستراليا. وتوجد أيضًا في الأجزاء الشمالية من ولاية نيوساوث ويلز المجاورة، وتشترك في العديد من السمات مع الهندسة المعمارية في ولايات أخرى في أستراليا، ولكنها متميزة وفريدة من نوعها. شكل السكن النموذجي المصمم على طراز كوينزلانديري يميز ضواحي بريزبان عن العواصم الأخرى. يعتبر طراز كوينزلاندير الطراز المعماري الأكثر شهرة في أستراليا.
طوّر هذا النمط في أربعينيات القرن التاسع عشر وما زال يُستخدم حتى اليوم، مما يُظهر تطورًا في الأسلوب المحلي. ينطبق هذا المصطلح في المقام الأول على البناء السكني، على الرغم من أن بعض أنواع البناء التجارية وغيرها تُحدد على أنها كوينزلاندير.